# Lijst van weg- en veldkapellen in Peel en Maas
Dit is een onvolledige lijst van veldkapellen in de gemeente Peel en Maas. Kapelletjes komen vooral in het zuiden van Nederland voor en werden dikwijls gebouwd ter verering van een heilige.
| Kapel                                                         | Adres                           | Plaats               | Bouwperiode  | Architect    | Foto                                                    |
| ------------------------------------------------------------- | ------------------------------- | -------------------- | ------------ | ------------ | ------------------------------------------------------- |
| Heilige-Familiekapel                                          | Napoleonsbaan Zuid              | Baarlo               | 2001         |              |                                                         |
| Heilig-Hartkapel                                              | Napoleonsbaan Noord-Tangweg     | Baarlo               | 1984         |              |                                                         |
| Mariakapel (Heitskapelke)                                     | Hei                             | Baarlo               | 1879         |              | Heitskapelke                                            |
| Mariakapel                                                    | hoek Vergelt-Tasselaar          | Baarlo-Vergelt       |              |              |                                                         |
| Onze-Lieve-Vrouw-Hulp-der-Christenenkapel                     | Braamhorst                      | Baarlo               | 1952         |              | Onze-Lieve-Vrouw-Hulp-der-Christenenkapel Baarlo        |
| Sint-Annakapel                                                | Hoogstraat                      | Baarlo               | 1674         |              | Sint-Annakapel Baarlo                                   |
| Sint-Antoniuskapel                                            | Molenberg                       | Baarlo               | 1740         |              | Sint-Antoniuskapel Baarlo                               |
| Sint-Gerarduskapel                                            | Eelserstraat 21                 | Beringe              |              |              |                                                         |
| Mariakapel                                                    | Kaumeshoek bij 20               | Beringe              |              |              |                                                         |
| Onze-Lieve-Vrouw-van-Lourdeskapel                             | Roomweg                         | Grashoek             | 1930         |              |                                                         |
| Sint-Annakapel                                                | Sint-Annastraat - Schepenstraat | Helden               | 1942         |              | Sint-Annakapel Helden                                   |
| Sint-Catharinakapel                                           | hoek Neerseweg-Keuperdijk       | Helden               | 2002         |              | Sint-Catharinakapel Helden                              |
| Sint-Rochuskapel                                              | Rochusplein                     | Helden               |              |              |                                                         |
| Sint-Servaaskapel                                             | De Riet (Rieterpark)            | Helden               | 1870 en 1987 |              |                                                         |
| Veegteskapel                                                  | Molenstraat                     | Helden               |              |              |                                                         |
| Onze-Lieve-Vrouw-van-Altijddurende-Bijstandkapel (Molenkapel) | Molenstraat-Baarloseweg         | Kessel               | 1918         |              | Onze-Lieve-Vrouw-van-Altijddurende-Bijstandkapel Kessel |
| Mariakapel (Huize de Euland)                                  | Bosakkerweg 9                   | Kessel-Hout          | 1850         |              |                                                         |
| Mariakapel                                                    | Ondersteweg 14                  | Kessel-Oyen          | 17e eeuw     |              | Mariakapel Oyen, Kessel                                 |
| Mariakapel                                                    | Neerstraat 60                   | Kessel-Eik           | 1798         |              |                                                         |
| Nolissenhofkapel (Mariakapel Nolissenhof)                     | Maasstraat-Haagweg              | Kessel-Eik           |              |              | Nolissenhofkapel                                        |
| Sint-Leonarduskapel                                           | Poorterweg-De Brentjens         | Koningslust          | 1901         |              | Sint-Leonarduskapel Koningslust                         |
| Sint-Antoniuskapel                                            | De Koningstraat 51              | Koningslust          | 1870         |              | Sint-Antoniuskapel Koningslust                          |
| Mariakapel                                                    | De Remer-De Koningstraat        | Koningslust          | 29 mei 1938  |              | Mariakapel Koningslust                                  |
| Mariakapel                                                    | Breestraat-Rinkesfort           | Maasbree-Rinkesfort  | 1775         |              | Mariakapel Maasbree Rinkesfort                          |
| Mariakapel/Kapel Haenenhof                                    | Korte Heide                     | Maasbree-Korte Heide |              |              |                                                         |
| Mariakapel                                                    | hoek Korte Heide-Tongerveldweg  | Maasbree-Korte Heide |              |              | Mariakapel Maasbree Korte Heide-Tongerveldweg           |
| Mariakapel                                                    | Lange Heide                     | Maasbree-Lange Heide |              |              | Mariakapel Maasbree Lange Heide                         |
| Mariakapel                                                    | Lang Hout                       | Maasbree-Lange Hout  | 1946         |              | Mariakapel Maasbree Lange Hout                          |
| Onze-Lieve-Vrouwekapel                                        | Venloseweg                      | Maasbree-'t Rooth    | 1695         |              |                                                         |
| Sint-Annakapel                                                | hoek Heezestraat-Westeringlaan  | Maasbree             |              |              |                                                         |
| Sint-Antoniuskapel                                            | Oude Heldenseweg                | Maasbree             | 1890         |              | Sint-Antoniuskapel Maasbree                             |
| Sint-Jozefkapel                                               | Zandberg                        | Maasbree-Zandberg    | 1908         |              | Sint-Jozefkapel Maasbree                                |
| Sint-Antoniuskapel                                            | Hof-Heuvel                      | Meijel               | 1952         | T. van Bree  |                                                         |
| Heilige-Familiekapel                                          | Kalisstraat 1                   | Meijel               | 1905         | T. van Bree? |                                                         |
| Sint-Annakapel                                                | Heufkesweg                      | Meijel               | 1770         |              | Sint-Annakapel Meijel                                   |
| Kerkhofkapel                                                  | Kerkstraat achter 8             | Panningen            | 1865         |              |                                                         |
| Sint-Odiliakapel                                              | Beekstraat-Zandbergweg          | Panningen            | 1864         |              | Sint-Odiliakapel Panningen                              |